# Frenelle-la-Petite
Frenelle-la-Petite is een gemeente in het Franse departement Vosges (regio Grand Est) en telt 49 inwoners (2009). De plaats maakt deel uit van het arrondissement Neufchâteau.

## Geografie
De oppervlakte van Frenelle-la-Petite bedraagt 3,6 km², de bevolkingsdichtheid is dus 13,6 inwoners per km².
De onderstaande kaart toont de ligging van Frenelle-la-Petite met de belangrijkste infrastructuur en aangrenzende gemeenten.

## Demografie
Onderstaande figuur toont het verloop van het inwonertal (bron: INSEE-tellingen).